# Зигхард X фон Шала-Бургхаузен
Зигхард X/XI фон Шала-Бургхаузен (на немски: Sieghard X/XI Graf von Schala und Burghausen; † 19 април 1142) е 1120 г. граф на Шала (в Тенглинг) и 1125 г. граф на Бургхаузен в Бавария. Графовете фон Бургхаузен-Шала са странична линия на род Зигхардинги.
Той е син на граф Зигхард IX фон Тенглинг († 5 февруари 1104, обезглавен в Регенсбург), баща на графовете фон „Бургхаузен и Шала“ (до 1194), и съпругата му Ида фон Суплинбург († 3 март 1138), единствената сестра на император (1133) Лотар III Суплинбург, дъщеря на Гебхард фон Суплинбург, граф в Харцгау († 1075), и Хедвиг фон Формбах († 1138).
Внук е на граф Фридрих I фон Понгау († 17 юли 1071) и графиня Матилда фон Фобург († 1092), дъщеря на граф Диполд I фон Фобург († 1060). Правнук е на граф Зигхард VII († 1044) и Пилихилд фон Андекс († 1075). Прадядо му граф Зигхард VII е брат на Хартвиг, епископ на Бриксен (1022 – 1039) и полубрат на Хартвиг II († 1027), пфалцграф на Бавария, и на Арибо, архиепископ на Майнц (1021 – 1031).
Дядо му Фридрих I фон Понгау-Тенглинг е брат на Суанехилда († сл. 1074), съпруга на Леополд II, маркграф на Австрия († 1095), на Еленхард, епископ на Фрайзинг (1052 – 1078), Зигхард, патриарх на Аквилея (1068 – 1077). Роднина е и на Хайнрих I фон Фрайзинг, епископ на Фрайзинг (1098 – 1137), син на дядо му, от линията Пайлщайн на графовете на Тенглинг-Понгау.
Брат е на граф Хайнрих II (I) († 30 януари 1127), граф на Бургхаузен, и на Гебхард I фон Бургхаузен († 4 декември 1164), граф на Бургхаузен от 1129 г.
Със син му Зигхард XI († 1192), родът на графовете фон Бургхаузен-Шала измира през 1192 г.
Неговата праправнучка Гертруда фон Хоенберг (* 1225, † 16 февруари 1281) се омъжва през 1245 г. за граф Рудолф фон Хабсбург, който 1273 г. е избран за римско-немски крал. Като кралица тя взема името Анна фон Хабсбург.

## Фамилия
Зигхард X фон Шала-Бургхаузен се жени ок. 1123 г. за София Австрийска от род Бабенберги († 2 май 1154, погребана в Мелк), вдовица на херцог Хайнрих III от Каринтия († 4 декември 1122), дъщеря на маркграф Леополд II от Австрия († сл. 1095) и Ида фон Рателберг от Австрия († сл. 1101). Те имат децата:
- Хайнрих II/III фон Шала († 22 юли 1191), граф на Шала 1147 г., неженен
- Зигхард XI фон Шала-Бургхаузен († 27 октомври 1192), граф на Бургхаузен-Шала, неженен
- Хелмбургис фон Шала-Бургхаузен († сл. 1155), омъжена за граф Бурхард фон Цолерн-Хоенберг († 1155)